# Leonid Barkowskyj
Leonid Mychajlowytsch Barkowskyj (ukrainisch Леонід Михайлович Барковський, wiss. Transliteration Leonid Mychajlovyč Barkovsʹkyj; * 13. Dezember 1940 in Swobodny) ist ein ehemaliger ukrainischer Weitspringer, der für die Sowjetunion startete.
Bei den Olympischen Spielen 1964 in Tokio schied er in der Qualifikation aus.
1966 wurde er Vierter bei den Europameisterschaften in Budapest, und 1967 gewann er Silber bei den Europäischen Hallenspielen in Prag.
Bei den Olympischen Spielen 1968 in Mexiko-Stadt wurde er Elfter, bei den Europameisterschaften 1969 in Athen Fünfter und bei den Halleneuropameisterschaften 1970 in Wien Achter.
1972 kam er bei den Olympischen Spielen in München auf den achten Platz.
1966 wurde er Australischer Meister. Seine persönliche Bestleistung von 8,06 m stellte er am 18. Juli 1972 in Moskau auf.